# ۱۸ صفر
۱۸ صفر، هجدهمین روز از ماه صفر در تقویم هجری قمری است.
در تقویم هجری قمری قراردادی این روز چهل و هشتمین روز سال است.

## درگذشتگان
- ۱۴۲۳ - ابراهیم العریض، شاعر و نویسندهٔ بحرینی.